# 保定县 (唐朝)
保定县，中国唐朝时设置的县份。
至德元年（756年）改安定县置，治所在今甘肃省泾川县北、泾河北岸。属泾州。金朝大定七年（1167年）改泾川县。